# Calymmaderus punctulatus
Calymmaderus punctulatus là một loài bọ cánh cứng thuộc chi Calymmaderus trong họ Ptinidae.